# Unión Sindical de Controladores Aéreos
La Unión Sindical de Controladores Aéreos (Usca) es un sindicato profesional español de ámbito nacional y para personal civil que se declara independiente de cualquier partido político y cuyos estatutos se presentaron el 25 de marzo de 1993.
El control del tráfico aéreo es una profesión que se desarrolla en un ámbito altamente complejo y tecnificado, por lo que Usca se ha caracterizado tradicionalmente no solo por la defensa de los intereses profesionales y sociales de los afiliados, sino también por su vigilancia constante para conseguir siempre los máximos niveles de seguridad en el ámbito de la navegación aérea.
En la actualidad, en España, la gran mayoría de los controladores aéreos civiles son empleados de ENAIRE (entidad pública empresarial creada tras la división de Aena en una parte de Aeropuertos y otra de Navegación Aérea) mientras que el resto trabaja para dos empresas privadas: Saerco, creada por Ildefonso de Miguel (detenido en la Operación Lezo), y Skyway (perteneciente al fondo capital-riesgo Portobello).